# Tunnel 28
Pour plus de détails, voir Fiche technique et Distribution.
Tunnel 28 (Escape From East Berlin) est un film américano-ouest-allemand réalisé par Robert Siodmak et sorti en 1962.

## Synopsis
L'histoire prend place dans Berlin-Est peu après la construction du mur, et est basée sur une véritable évasion.
Kurt Schröder est le chauffeur du Major Eckhardt et de sa femme Heidi, avec qui il entretient une affaire. Une nuit, il voit un de ses amis, Günther Jurgens, qui travaille au garage où Kurt fait l'entretien de la voiture du Major, se faire tuer alors qu'il tente de s'échapper vers l'ouest. Peu après, la sœur de Günther, Erika, cherche des nouvelles de son frère qui a disparu. On lui apprend que Kurt l'aurait aperçu la nuit dernière. Ainsi Erika se rend chez Kurt qui vit avec sa mère, son oncle Albrecht (un musicien), sa sœur Ingeborg et son petit frère Helmut.
Erika, pensant que son frère est parvenu à passer à l'Ouest, tente une évasion. Elle est sauvée de justesse par Kurt alors que des gardes passaient par là. Malheureusement, un bout de tissu des vêtements de Erika s'est accroché aux barbelés du mur. Ainsi les Vopos parviennent à traquer Erika jusque chez les Schröder où elle se cache. Elle parvient à se cacher dans la maison et ainsi à lever la suspicion des gardes sur la maison des Schröder.
Les Schröder et leurs voisins souhaitent maintenant s'échapper vers l'ouest. Kurt a alors l'idée de creuser un tunnel qui passerait sous le mur. Bien que l'ingénieur du plan, Kurt, n'a aucune envie de se joindre à l'évasion. Il creuseront donc dans la cave en utilisant le groupe de l'oncle Albrecht pour couvrir le bruit. Pendant ce temps-là, Kurt tombe amoureux de Erika. Et prend son courage à deux mains pour lui annoncer que son frère est mort. Grâce à son amour naissant, Kurt se décide à s'échapper avec les autres. Ils finissent le tunnel le 27 janvier 1962.
Mais toute la troupe se fait trahir par le père de Erika, qui, partisan du régime communiste, donne sa fille et la famille Schröder au major Eckhardt. Kurt qui attend le major pour le conduire quelque part, apprend d'Heidi que les autorités le recherchent. Ainsi, Kurt se rend chez lui le plus vite possible afin de devancer les Vopos. La maison assiégée, ils parviennent tout de même à s'enfuir vers l'ouest. 

## Fiche technique
- Titre original allemand et français : Tunnel 28
- Titre américain : Escape from East Berlin
- Réalisation : Robert Siodmak
- Scénario : Gabrielle Upton, Peter Berneis, Millard Lampell
- Production : Walter Wood
- Photographie : Georg Krause
- Musique : Hans-Martin Majewski
- Montage : Maurice Wright
- Pays de production :  Allemagne de l'Ouest -  États-Unis
- Langue originale : allemand
- Durée : 89 minutes
- Dates de sortie : 
  - Berlin : 22 octobre 1962
  - États-Unis : novembre 1962
  - Sortie en DVD en 2015[1].

## Distribution
- Don Murray : Kurt Schröder
- Christine Kaufmann : Erika Jurgens
- Werner Klemperer : Walter Brunner
- Ingrid van Bergen : Ingeborg Schröder
- Carl Schell : Major Eckhart
- Edith Schultze-Westrum : Mother Schröder
- Bruno Fritz : Oncle Albrecht
- Maria Tober : Marga
- Horst Janson : Günther Jurgens
- Kai Fischer : Heidi Eckhart
- Kurt Waitzmann : Prof. Thomas Jurgens
- Helma Seitz : Frau Jurgens
- Ronald Dehne : Helmut Schröder